# Limonia congesta
Limonia congesta är en tvåvingeart som beskrevs av Alexander 1967. Limonia congesta ingår i släktet Limonia och familjen småharkrankar. Inga underarter finns listade i Catalogue of Life.